# Giannina Segnini
Giannina Segnini Picado (3 de noviembre de 1970) es una periodista de investigación costarricense reconocida por haber develado dos escándalos políticos que conllevaron juicios contra dos expresidentes de Costa Rica, el caso ICE-Alcatel y el caso Caja-Fishel. Se ha convertido en una referente en iberoamérica por su trabajo en periodismo de investigación y de datos.

## Trayectoria
Segnini se graduó de Ciencias de la Comunicación Colectiva en la Universidad de Costa Rica en 1987 y estudió un posgrado en la Fundación Nieman para Periodismo de la Universidad de Harvard entre 2001 y 2002.
Fundadora y exdirectora de la Unidad de Investigación del diario La Nación hasta el 2014, es parte del Consorcio Internacional de Periodistas de Investigación y es directora del Programa de Concentración en Datos de la Escuela de Periodismo en la Universidad de Columbia.

### Educación y trabajo enLa Nación
Comenzó en el diario La Nación en 1994 fundando y dirigiendo el equipo o departamento de investigación de datos. En 2004, junto a Ernesto Rivera y Mauricio Herrera, dio a conocer una serie de artículos donde se desvelaban aparentes casos de corrupción de los expresidentes Rafael Ángel Calderón Fournier (1990-1994) y Miguel Ángel Rodríguez Echeverría (1998-2002). Ambos fueron sentenciados a años de prisión, aunque los del Calderón se ejecutaron condicionalmente, mientras que las apelaciones de Rodríguez conllevaron su absolución. Después de esto, la seguridad y el control de dicho periódico cambió de manera repentina, limitando y reprimiendo a los integrantes del equipo, lo que ocasionó en Giannina un desconcierto. En consecuencia, Giannina pidió que la bajasen de puesto con la finalidad de tener una participación mucho más activa y libre en cuanto a sus tantas inquietudes sociopolíticas que tanto han destapado los mayores actos de corrupción de su país.
En 2009, creó la Unidad de Investigación e Inteligencia de Datos, un equipo multidisciplinario que combinaba trabajo con bases de datos con el reporteo en la calle.
Dentro del periódico, publicó las filtraciones de WikiLeaks relacionadas con Costa Rica e investigó manejos irregulares de dineros de la Conferencia Episcopal de Costa Rica, el abandono de padres a hijos subsidiados por el Estado, propiedades sin declarar de ministros y contribuciones ilegales en campañas políticas.

### Salida deLa Nación
A menos de dos semanas de las elecciones presidenciales de 2014, el diario La Nación no publicó los resultados de una encuesta encargada, según reportó el Semanario Universidad. La Nación justificó en un editorial del día siguiente la decisión argumentando que "en las especiales circunstancias de esta elección, poco aportaríamos al proceso cívico y mucho a la especulación malintencionada".
Después de la primera ronda electoral, Segnini renunció aduciendo "una serie de decisiones editoriales de este diario, fundamentadas en razones que considero ajenas al periodismo, me impiden continuar trabajando para esta empresa". Segnini, junto a su equipo, desarrolló y contribuyó en gran manera a la aplicación interactiva ICIJ para el proyecto de la aplicación misma OffshoreLeaks, que más adelante contribuiría a la publicación de los famosos Panama Papers.

## Premios
- 2005 Premio Ortega y Gasset junto a sus colegas Ernesto Rivera y Mauricio Herrera (categoría de Mejor Trabajo de Investigación) por sus notas sobre el caso ICE-Alcatel[15]
- 2012 Premio Nacional Pío Viquez por su trayectoria periodística en Costa Rica
- 2013 Reconocimiento a la Excelencia de la Fundación Gabriel García Márquez para el Nuevo Periodismo Iberoamericano "por su aporte excepcional al avance del periodismo, desarrollando y adaptando el potencial de las nuevas tecnologías al servicio del reporterismo y el impulso al periodismo de datos en América Latina".[16]
- 2014 Premio María Moors Cabot de la Universidad de Columbia[2]
- Dos premios a la mejor investigación periodística de Transparencia Internacional.[1]

- Premio Nacional Jorge Vargas Gené de Costa Ricaen tres ocasiones.[1]

## Académica
Gianinna dirige la carrera de Periodismo de Datos en la Escuela de Periodismo de la Universidad de Columbia en Nueva York, donde comenzó desde antes de trabajar ahí a dar conferencias en cada verano y es parte del equipo de Periodismo Investigativo de Columbia, que es un equipo de estudiantes de posgrado que investigan a nivel transfronterizo historias y hechos usando data. Ha dado conferencias a nivel global sobre periodismo investigativo de datos y corrupción.